# Kostym (dräkt)

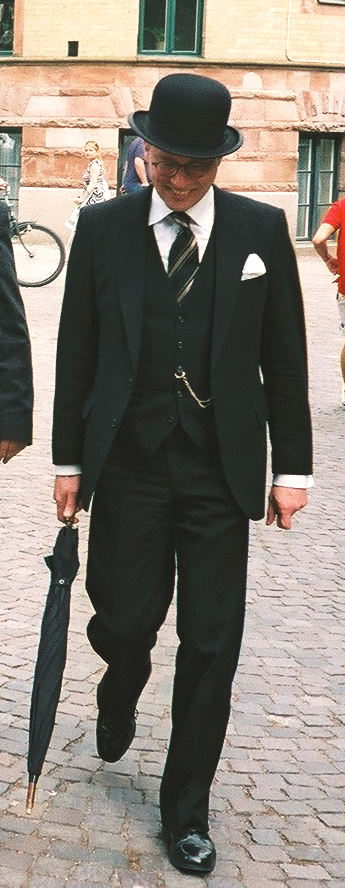
Herre i tredelad mörk kostym och plommonstop.

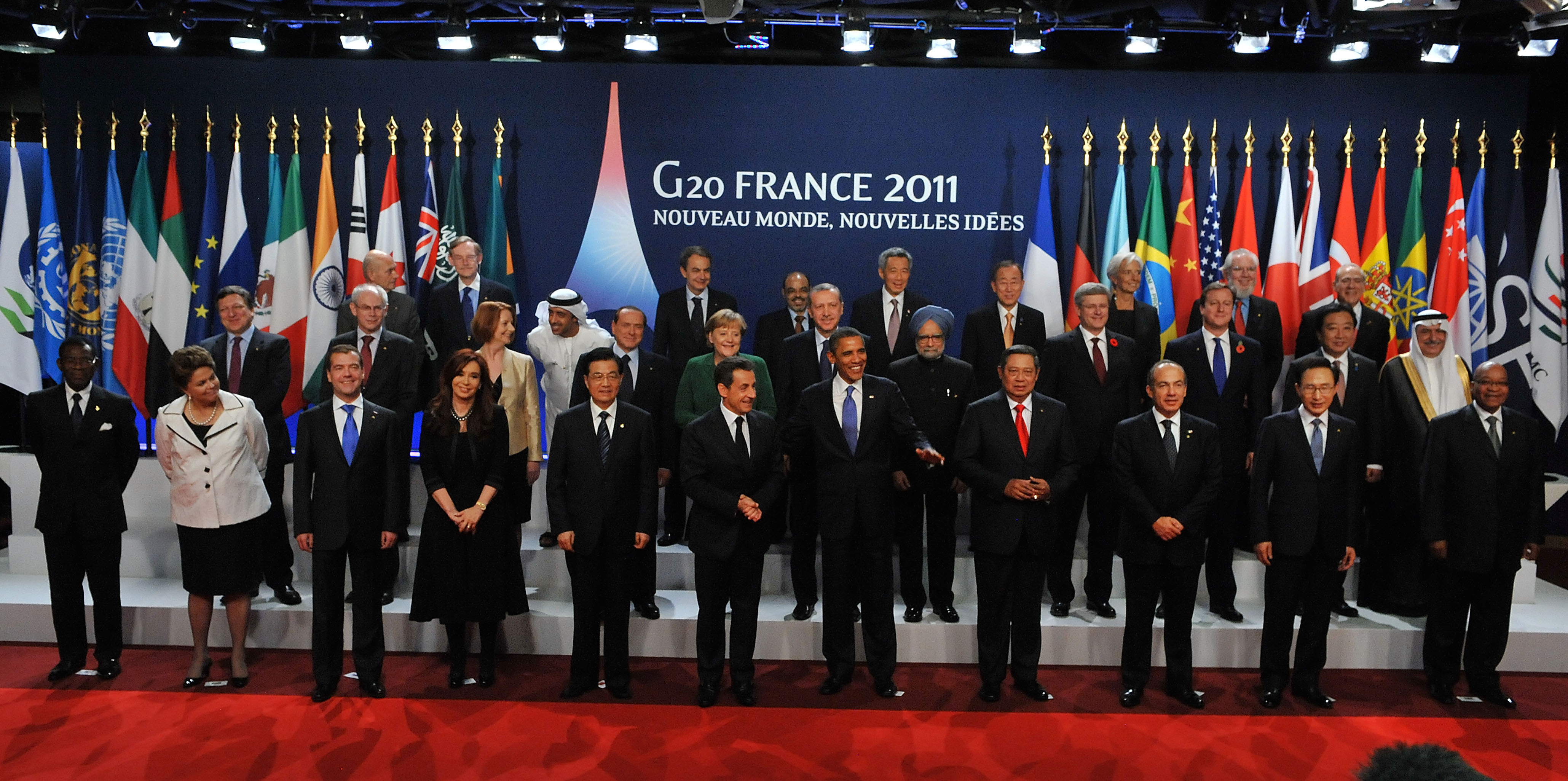
Politiker i enkelknäppt kostym och slips.

En kostym eller kavajkostym, av franska costume, av italienska costume 'dräkt', 'klädnad', 'kostym', från latin consuetudo 'vana', 'sed', (engelska: 'lounge suit') är en typ av dräkt bestående av kavaj, långbyxor samt eventuellt även en väst i samma tyg. Tyget är normalt enfärgat eller diskret mönstrat i till exempel kritstrecksrandigt.
Kostymen blev allmän vardagsklädsel för över- och medelklassens män kring 1870-talet.

## Historik
En kostym kan i vid mening avse ett tredelat plagg, bestående av byxor, väst och livplagg och kan då spåras till 1600-talet då västen introducerades i den manliga dräkten. Ofta avses dock just kombinationen kavaj, väst och byxor tillverkade i samma eller liknande tyg och färg, till skillnad från tidigare kostymer vars livplagg kunde vara till exempel en bonjour eller jackett, och vars olika delar hade varierande färg och material.
Det faktum att kavajen saknar midjesöm och därför inte måste följa den individuella bärarens kropp på samma sätt som tidigare plagg innebar att den inte behövde sys upp hos en skräddare efter personliga mått, skräddarsydd utan kunde masstillverkas i fabriker, så kallad konfektion. Kavajkostymen blev därmed billigare och tillgänglig för fler bärare, samtidigt som den fungerade i fler sociala sammanhang än de äldre manliga plagg som fracken, bonjouren och jacketten. Kavajkostymen förknippades kring sekelskiftet med modernitet, både då det var ett nytt plagg i den manliga garderoben och då den tillverkades på ett modernt sätt.

## Tillbehör och accessoarer
Till kostym bärs vanligtvis skjorta, oftast med slips eller fluga och ibland även en väst. 
Kravatt, Bälte, hängslen, näsduk, manschettknappar, fickur och armbandsur är också exempel på accessoarer.

## Kostymetikett
I västvärlden förväntas män i många administrativa yrken bära kostym, och ofta slips. Det gäller till exempel advokater, tjänstemän på banker och vissa typer av konsulter. Plagget har en central plats i dagens mode, därav bärs kostymen vid flera tillfällen. Det är vanligt förekommande på bröllop och högtider. Men även till vardags och enklare festligheter.
I grunden gäller samma regler för dräkten, som dock vanligen inte kombineras med slips. Traditionellt används svart kostym på begravning samt reserverat för aftonklädsel såsom smoking eller frack. Idag bär många svart kostym ändå. Traditionellt sett bör man ändå tänka på att inte bära svart kostym på bröllop, Grå eller mörkblå passar mycket bättre för alla tillfällen. Även mörkbrun eller khakifärgade förekommer. Vissa kostymer och dräkter har ett dämpat mönster, till exempel vävda rutor eller ränder.
På begravning skall, traditionellt sett om man är nära släkt med den avlidna, vit slips bäras till kostymen. Övriga bär svart slips.
En kostymkavaj har oftast två eller tre knappar dock kan annat förekomma. Den nedersta knappen ska inte knäppas då kavajen inte är skuren för det. 

## Historiskt galleri

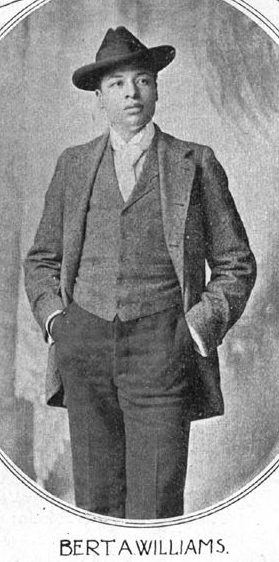
Den amerikanske artisten Bert Williams i tredelad kostym omkring 1896.
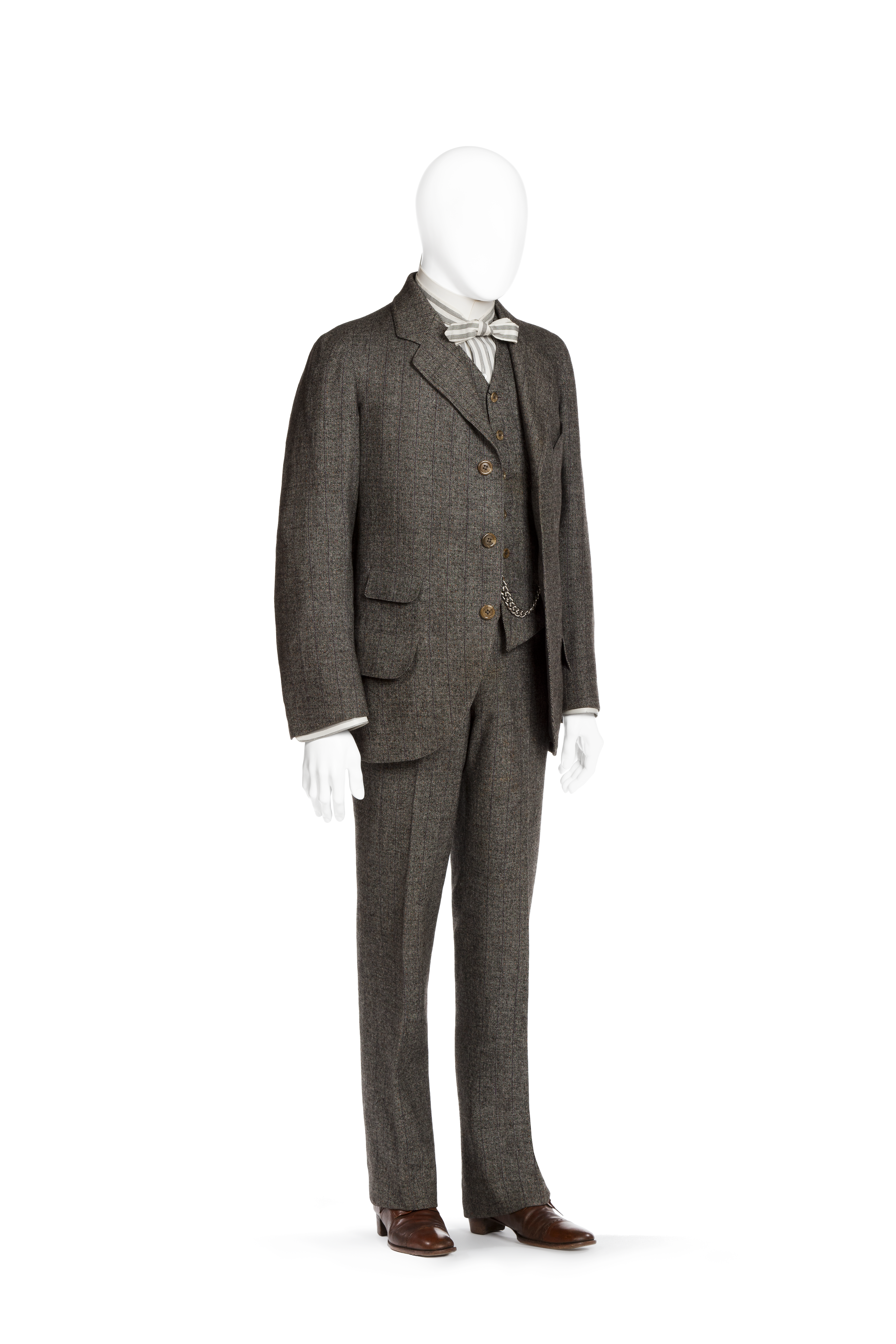
Kostym från omkring 1912-1915 med kavaj, väst och byxor i gråmelerad kamgarnscheviot. Sydd för Walther von Hallwyl av hos skrädderifirman Fr. Kaedings Efterträdare, Zittorin & Lundvik.
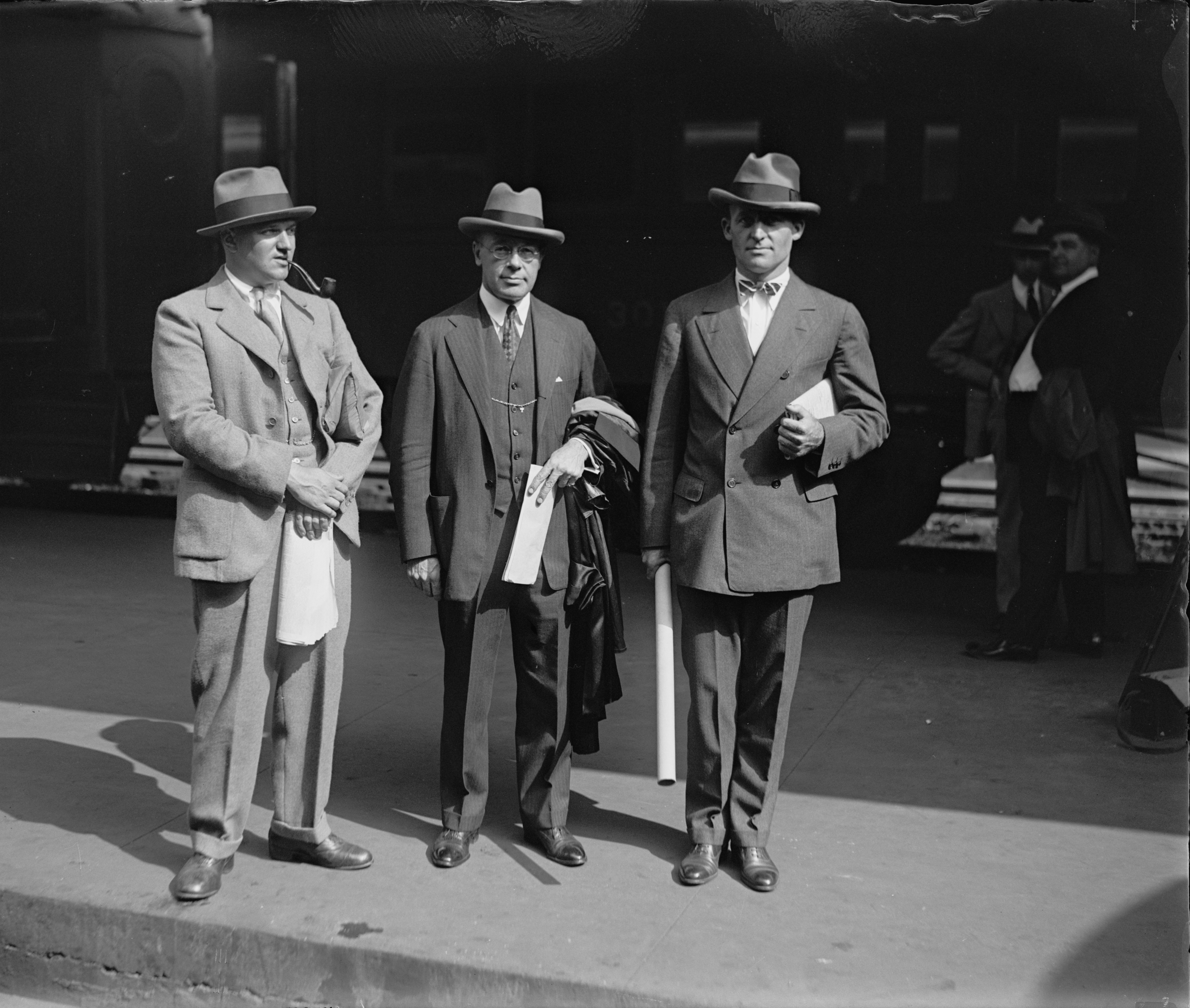
Tre amerikanska politiker i olika modeller av kostymer – enkelknäppta med väst respektive dubbelknäppt – 1926.
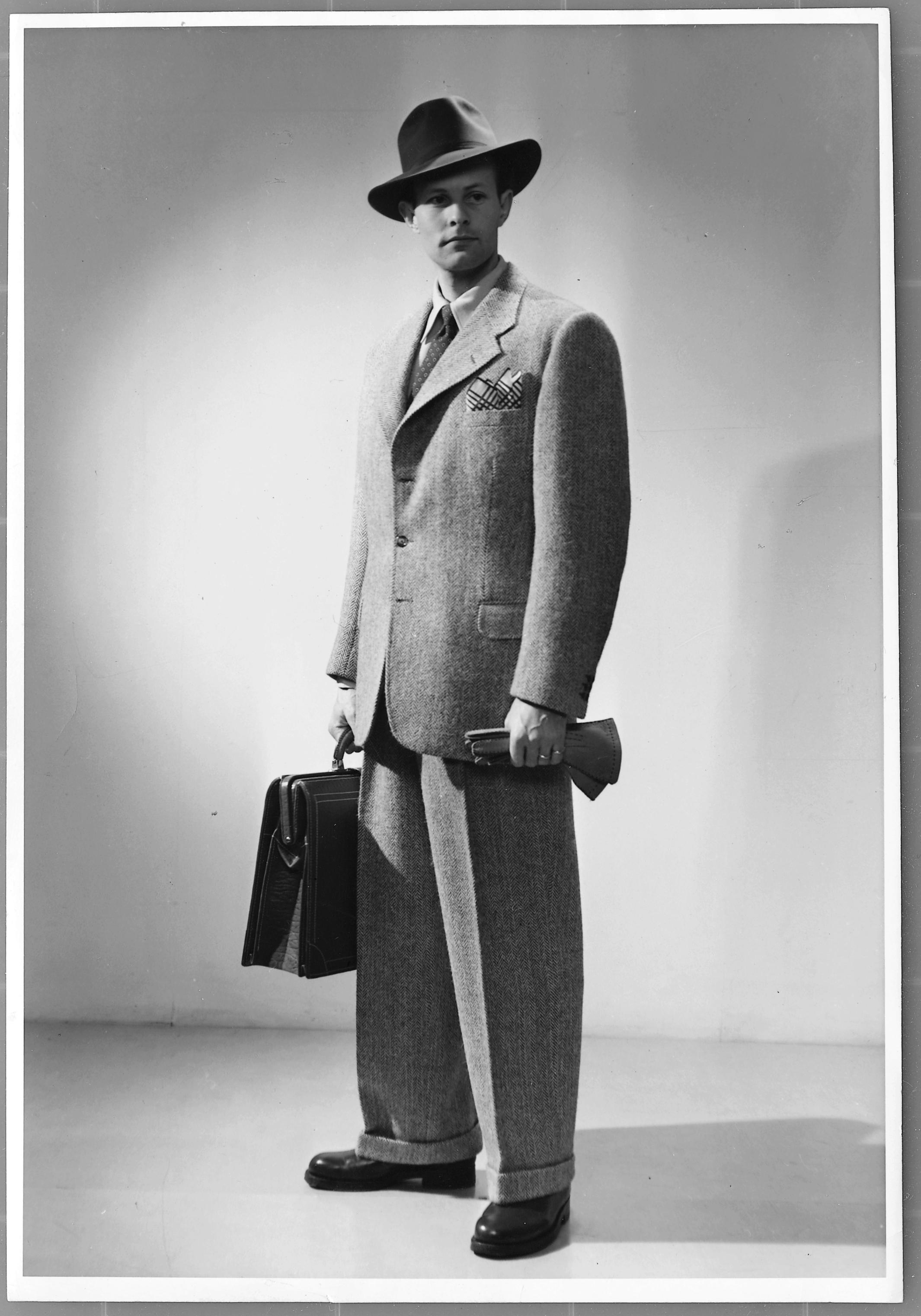
Reklamfoto från Nordiska kompaniet för tweedkostym från 1940-talets första hälft.
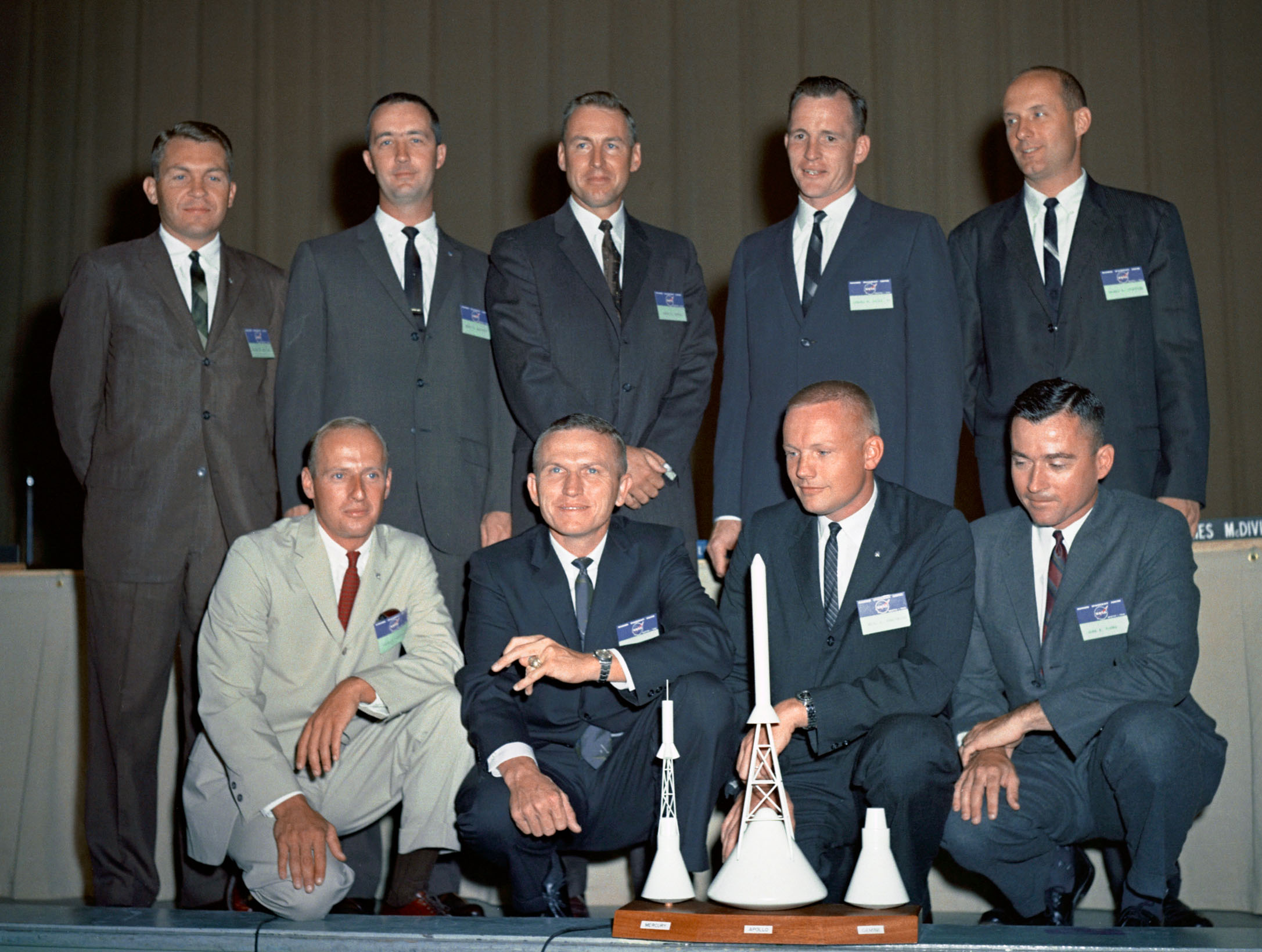
NASA:s piloter 1962 iförda tidstypiska tvådelade kostymer med högt skurna kavajer.